# Byron Webster
Byron Webster (* 31. März 1987 in Leeds) ist ein englischer Fußballspieler.

## Karriere
Byron Webster spielte in seiner Jugend für Down Arm, South Milford, Leeds United und York City. In der ersten Mannschaft von York City debütierte er am 29. Dezember 2004. In der Saison 2004/05 kam er auf 16 Einsätze, in denen er ein Tor schoss. Einen Profivertrag in York unterschrieb er erst Mitte 2006, aber schon im Februar 2007 wurde der Kontrakt aufgelöst. Er schloss sich Harrogate Town an, trat aber auch mehrfach für Whitby Town an.
Der Verteidiger unterschrieb im August 2007 einen Einjahresvertrag beim tschechischen Erstligisten FK Siad Most. In der Gambrinus Liga gab er am 11. August 2007 beim 2:5 gegen Baník Ostrava sein Debüt. Sein erstes Tor für Most schoss der Engländer am dritten Spieltag der Saison 2007/08, seine Mannschaft unterlag Slavia Prag mit 2:3. Weitere Tore erzielte der Abwehrspieler am 20. Spieltag beim 2:1 gegen den FK Mladá Boleslav, am 22. Spieltag beim 3:1 gegen Dynamo České Budějovice und am 25. Spieltag beim 2:4 gegen Bohemians 1905 Prag.